# Fémorganikus kémia
A fémorganikus kémia a szerves fémvegyületek kémiája. Ezek olyan molekulák, melyek közvetlen fém-szén kötést tartalmaznak. Számos olyan tulajdonsággal rendelkeznek, amely tanulmányozásukat érdekessé teszi, mint például az instabilitás, a gyenge fém-szén kötés és a kis ionizációs energia.

## Története
Az első fémorganikus vegyület felfedezése 1760-ra tehető, amikor Louis Claude Cadet de Gassicourt előállította a kakodil-oxidot [(CH3)2As–O–As(CH3)2]. A fémorganikus kémia fénykora 1912-ben kezdődött, amikor Victor Grignard vegyész Nobel-díjat kapott munkásságáért. A róla elnevezett szerves magnézium-halogenidek (más néven Grignard-vegyületek), rendkívül nagy hatással voltak a szerves kémia fejlődésére.  Ipari jelentőségük a 20. század közepére nőtt meg. Ekkorra a fémorganikus vegyületeket egyre szélesebb körben használták fel az iparban és a szintetikus kémiában, sztöchiometrikus és katalitikus reakciókban egyaránt. Sztöchiometrikus reakciókban főleg az alkálifémek illetve alkáliföldfémek organikus vegyületeit alkalmazzák (lásd alkil-lítium, Grignard vegyületek), míg a katalitikus folyamatokban főleg átmenetifém-komplexeket alkalmaznak. Az első nagy sikerű átmenetifém-komplex a Wilkinson-katalizátor (RhCl(PPh3)3) volt, mely főleg hidrogénezési és hidroformilezési reakciók katalizátoraként szolgál. Érdekes felhasználási terület – amely a gyógyszeriparban igen fontos – az enantioszelektív reakciók végbevitele királis katalizátorokkal. Itt az átmenetifémhez királis ligandumokat, mint például foszfánokat kapcsolnak, és így kiralitást visznek a rendszerbe.

## Kötések
A fémorganikus vegyületekben a fém-szén kötés általában poláris, ahol a fémen parciális pozitív, a ligandumon parciális negatív töltés található. Az alkálifémek illetve alkáliföldfémek sokkal kisebb elektronegativitása miatt ez a kötés inkább ionosnak tekinthető. Kivételt képez a lítium – kis mérete és nagy polarizációs képessége miatt – valamint a magnézium és a berillium is. Ezekben a bór illetve alumíniumorganikus vegyületekhez hasonlóan, a kötés átmenetet képez az ionos és kovalens között. A főcsoportbeli elemekre inkább ez utóbbi, míg az átmenetifémekre az úgynevezett koordinációs kötés jellemző. Ez bonyolult donor/akceptor kölcsönhatásokkal magyarázható.